# Franz Blücher

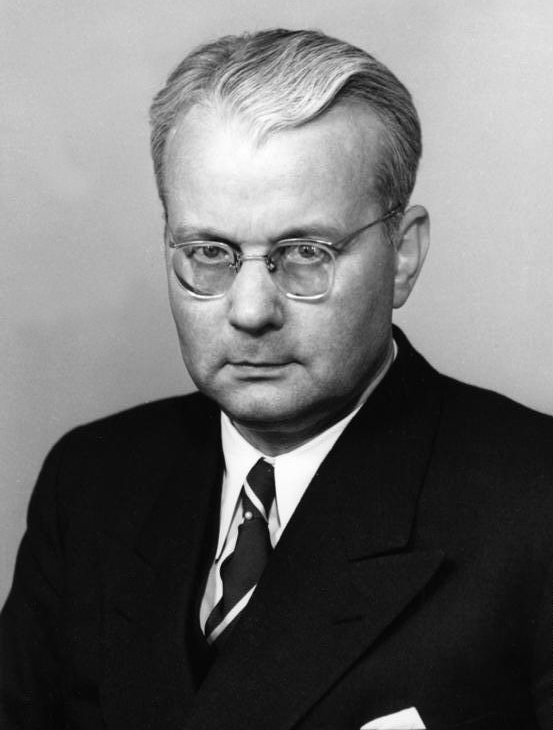
Franz Blücher, 1950

Franz Blücher (* 24. März 1896 in Essen; † 26. März 1959 in Bad Godesberg) war ein deutscher Politiker (FDP, FVP und DP). Er war von 1949 bis 1953 Bundesminister für Angelegenheiten des Marshallplanes. Dieses Amt behielt er unter der geänderten Bezeichnung Bundesminister für wirtschaftliche Zusammenarbeit weiter bis 1957. Während seiner gesamten Ministertätigkeit war er zudem auch Vizekanzler der Bundesrepublik Deutschland.

## Ausbildung und Beruf
Blücher, der römisch-katholischen Glaubens war, bestand 1914 sein Abitur am späteren Essener Burggymnasium. Von 1914 bis 1918 war er Soldat u. a. in der Funktion eines Regimentsadjutanten. Zuletzt hatte er den Dienstgrad Oberleutnant der Reserve. Nach dem Ersten Weltkrieg war er bis 1920 in französischer Kriegsgefangenschaft. Er begann ein Studium der Geschichte und der Staatswissenschaften, brach dieses aber aus finanzieller Not ab. Er absolvierte eine kaufmännische Lehre beim Allgemeinen Bauverein Essen. Ab 1921 war er dort Handlungsbevollmächtigter. Von 1922 bis 1926 arbeitete er in der Industrie. Von 1926 bis 1935 hatte er eine leitende Stellung bei der Wohnungsgesellschaft GAGFAH in Essen inne, zuletzt als Geschäftsführer und von 1935 bis 1938 war er Leiter der Vermögensverwaltung von Hochtief in Essen. Von 1938 bis 1943 war er Prokurist des Bankhauses J. H. Vogeler in Düsseldorf und von 1943 bis 1946 Direktor der National-Bank in Essen.

## Partei
In der Weimarer Republik gehörte Blücher keiner Partei an und hielt sich auch nach 1933 von der NSDAP fern. Nach dem Zweiten Weltkrieg gehörte er mit Hans Wolfgang Rubin und Hans-Wilhelm Beutler zu den Mitbegründern der Liberal-Demokratischen Partei in Essen, des späteren dortigen FDP-Kreisverbandes. Als am 7. Januar 1946 in Opladen die liberale Partei für die britische Besatzungszone gegründet wurde, schlug er den Namen Freie Demokratische Partei vor, der sich schließlich durchsetzte. Am 18. Mai 1946 wurde er in Bad Pyrmont als Nachfolger Wilhelm Heiles zum Vorsitzenden der FDP in der Britischen Besatzungszone gewählt. Von 1948 bis 1949 war er stellvertretender Bundesvorsitzender und von 1949 bis 1954 Bundesvorsitzender der FDP. Im Flügelstreit zwischen den Anhängern der Nationalen Sammlung um August-Martin Euler, Friedrich Middelhauve und Artur Stegner auf der einen und den entschiedenen Liberalen (so die Selbstbezeichnung des linken Parteiflügels in der Bundestagsfraktion) um Otto Bezold, Willy Max Rademacher und Reinhold Maier auf der anderen Seite verhielt er sich eher indifferent und versuchte zwischen den Parteiflügeln zu vermitteln. Von 1947 bis 1956 war er auch Präsident der deutschen Gruppe der „Liberalen Weltunion“ (heute: Liberale Internationale).
Im Februar 1956 trat Blücher aus Protest gegen das Verhalten seiner nordrhein-westfälischen Parteifreunde (Koalitionswechsel von der CDU zur SPD) aus der FDP aus und zählte zu den Mitbegründern der FVP, die sich bereits nach einem guten Jahr der Deutschen Partei anschloss.
Unterlagen über Blüchers Tätigkeit für die FDP befinden sich im Archiv des Liberalismus der Friedrich-Naumann-Stiftung für die Freiheit in Gummersbach.

## Abgeordneter
1946/47 war Blücher Mitglied des Landtages von Nordrhein-Westfalen und des Zonenbeirats für die britische Besatzungszone. Als Vertreter des Landes Nordrhein-Westfalen gehörte er 1947 bis 1949 dem Wirtschaftsrat der Bizone in Frankfurt am Main an, in dem er Fraktionsvorsitzender der FDP-Fraktion war und den Wirtschaftsausschuss leitete. Nach seiner Wahl in den Wirtschaftsrat legte er am 14. Juli 1947 sein Landtagsmandat nieder.
Von 1949 bis zur Niederlegung seines Mandates am 28. Februar 1958 war Blücher Mitglied des Deutschen Bundestages. Am 23. Februar 1956 verließ er gemeinsam mit der sogenannten Euler-Gruppe die FDP-Bundestagsfraktion. Nach einer kurzen Zeit als fraktionsloser Abgeordneter schloss er sich am 15. März 1956 der von der Euler-Gruppe gebildeten „Demokratischen Arbeitsgemeinschaft“ an, aus der am 26. Juni 1956 die Bundestagsfraktion der Freien Volkspartei (FVP) hervorging. Ab dem 14. März 1957 war er Mitglied der durch eine Fusion mit der DP-Fraktion gebildeten DP/FVP-Bundestagsfraktion. In den dritten Deutschen Bundestag zog er 1957 durch eine Wahlabsprache mit der CDU, die keinen eigenen Bewerber aufstellte, als direkt gewählter DP-Kandidat des Wahlkreises Göttingen–Münden ein, zuvor wurde er stets über die Landesliste Nordrhein-Westfalen in den Bundestag gewählt.

## Öffentliche Ämter
Vom 10. September 1946 bis zum 17. Juni 1947 war Blücher Finanzminister des Landes Nordrhein-Westfalen in der von Ministerpräsident Rudolf Amelunxen geleiteten Landesregierung.
Nach der Bundestagswahl 1949 wurde er am 20. September 1949 zum Bundesminister für die Angelegenheiten des Marshallplanes in die von Bundeskanzler Konrad Adenauer geführte Bundesregierung berufen. Gleichzeitig wurde er zum Stellvertreter des Bundeskanzlers ernannt. Von 1949 bis 1951 vertrat er die Bundesrepublik in der Internationalen Ruhrbehörde. Er war am 2. Juni 1953 der offizielle Vertreter der Bundesrepublik Deutschland bei der Krönung von Elisabeth II. in London. Nach der Bundestagswahl 1953 wurde er am 20. Oktober 1953 Bundesminister für wirtschaftliche Zusammenarbeit und wiederum Stellvertreter des Bundeskanzlers. Der Aufgabenbereich war hauptsächlich auf Europa beschränkt. In der Abstimmung des Bundestages über das Abkommen zwischen den Regierungen der Bundesrepublik Deutschland und der Französischen Republik über das Statut der Saar  votierte Blücher mit wenigen anderen FDP-Abgeordneten entgegen einem vorherigen Fraktionsbeschluss mit „ja“. Aus diesem Grund bot er dem Bundeskanzler seinen Rücktritt an.
Von 1955 bis 1957 war Blücher stellvertretender Präsident des Ministerrates der OEEC (heute: OECD). Nach der Bundestagswahl schied er am 29. Oktober 1957 aus der Bundesregierung aus.
Von Januar 1958 bis zu seinem Tode war er Mitglied der Hohen Behörde der Montanunion, in der er für den Kohlenbergbau und damit zusammenhängende Kartellfragen zuständig war.

## Ehrungen

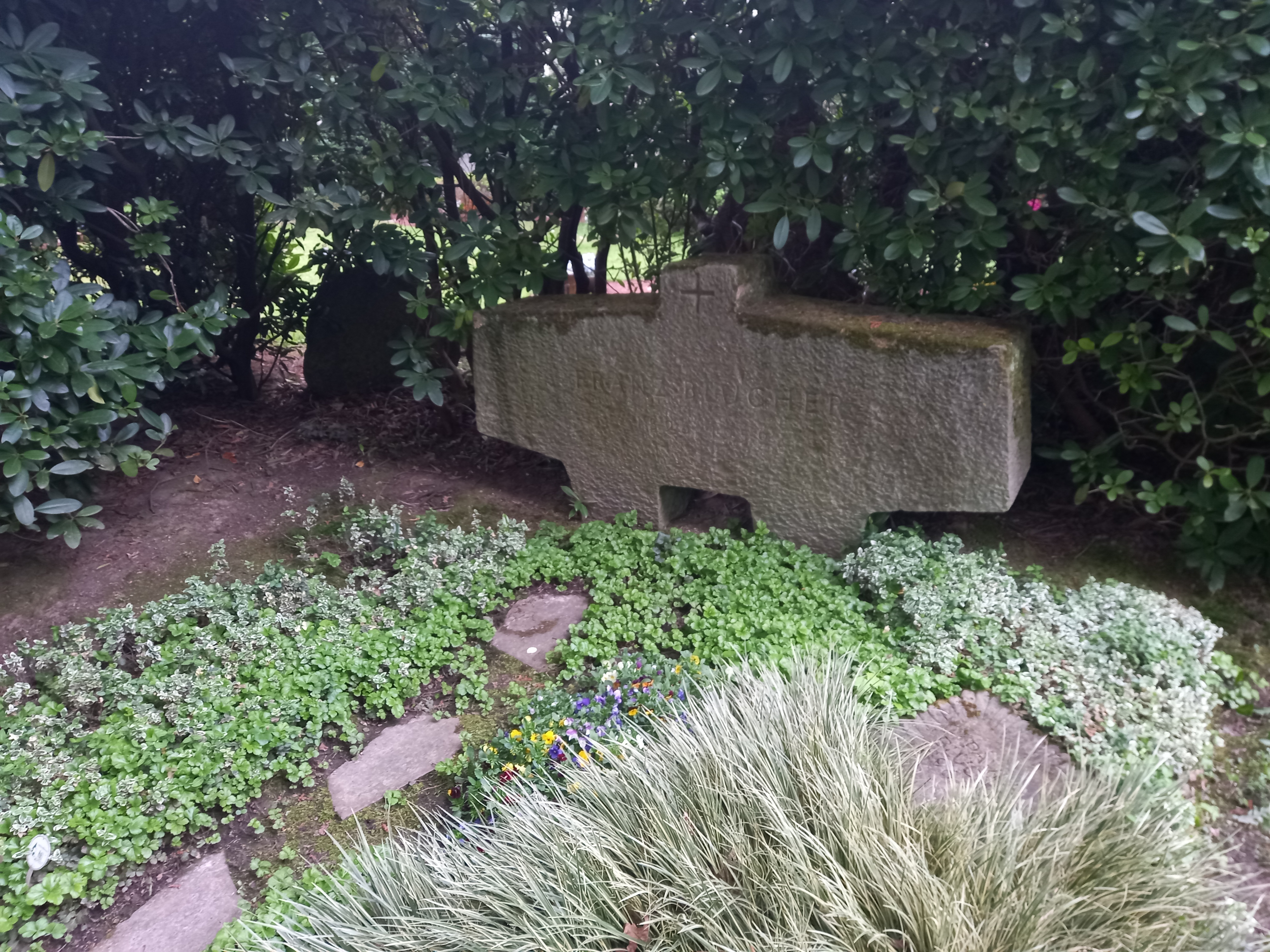
Das Grab von Franz Blücher auf dem Friedhof Bredeney in Essen

Blücher wurde 1954 der Ehrendoktortitel der FU Berlin und 1957 der Ehrendoktortitel der University of the Punjab in Lahore verliehen. 1954 erhielt er das Großkreuz des Bundesverdienstkreuzes und das Griechische Großkreuz des Ordens Georg I., 1955 das Großkreuz des Verdienstordens der Italienischen Republik und 1956 das Große Goldene Ehrenzeichen am Bande für Verdienste um die Republik Österreich.

## Veröffentlichungen
- Bundesregierung und Parlament, Bad Harzburg 1955.